# Alimardan Topciubașov
Alimardan Alakbar oglu Topciubașov (în azeră Əlimərdan Topçubaşov; n. 4 mai 1862, Tbilisi, Imperiul Rus – d. 8 noiembrie 1934, Paris, A Treia Republică Franceză) a fost un proeminent politician azer, ministru de externe și purtător de cuvânt al Parlamentului Republicii Democrate Azerbaidjan.

## Biografie
Există presupuneri variate despre data nașterii lui Topciubașov, diferiți autori și reviste susțin că s-a născut în 1865, 1862, 1859 și alte date similare. După toate aceste stațiuni din datele arhivei, se știe în cele din urmă că s-a născut la 4 mai 1863 în Tiflis (acum Tbilisi). Familia Topciubașov era originară din orașul Ganca, dar locuia în Tbilisi, lângă Palatul Char. În 1868, și-a pierdut tatăl și mai târziu mama. Prin urmare, el a fost crescut de bunica sa.